# Bixer Alafexini
Bixer Alafexini (Bixr al-Afxini - lit. "Bixer, o Afexim") foi um comandante militar do Califado Abássida e governador (uale) de Tarso de 912/913 até ao menos 918. Originalmente um servo de Maomé ibne Abi Alçaje, aparece pela primeira vez em 906, quando a ele foi realizada uma cerimônia de outorga roupão honorífico pelo califa Almoctafi (r. 902–908). Em outubro do mesmo ano, tomou parte na expedição califal malsucedida contra os rebeldes carmatas que à época assediavam Cufa.

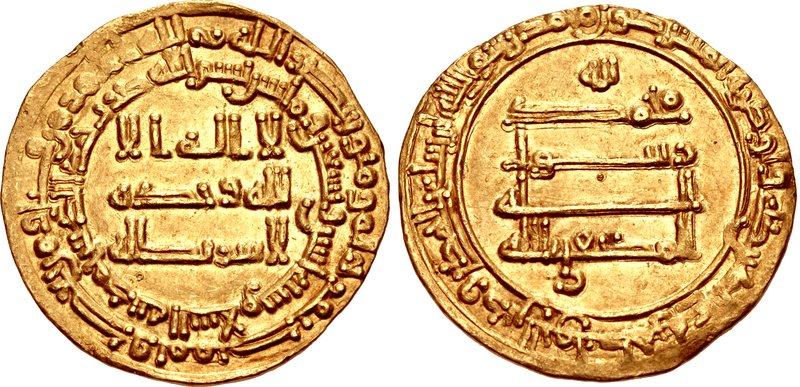
Dinar de ouro do califa Almoctafi r.

Zona fronteiriça árabe-bizantina

Por 912/913 foi nomeado governador de Tarso em substituição a Rustã ibne Baradu. Em 914, realizou um raide no Império Bizantino e por 917 supervisionou uma troca de prisioneiros com os bizantinos no rio Lamos. Em 918, realizou outro raide ao Império Bizantino e deixou de ser mencionado nas fontes, embora talvez possa ser associado ao Bixer que tornar-se-ia governador de Damasco e Alepo por 933.

## Vida
Segundo Atabari, Bixer era um eunuco e originalmente um servo de Maomé ibne Abi Alçaje, que foi também chamado Afexim. Ele aparece pela primeira vez no verão de 906, durante uma cerimônia na qual foi outorgado do roupão honorífico pelo califa Almoctafi (r. 902–908). Um pouco depois, em outubro de 906, durante o assalto carmata de Cufa, é mencionado como um dos oficiais do exército califal central enviado para auxiliar a cidade, mas foram perseguidos diante de Cufa pelos rebeldes carmatas.
No ano 912/913, Bixer foi nomeado como governador de Tarso e das regiões fronteiriças cilicianas (tugur) com o Império Bizantino, sucedendo Rustã ibne Baradu. No verão de 914, recebeu a assistência de um exército de 2 000 cavaleiros enviados de Bagdá sob Abu Umair Adi ibne Amade ibne Abde Albaqui para um dos raides costumeiros de verão (ṣā’ifa) em solo bizantino, mas os dois comandantes foram incapazes de continuar com a invasão, e em vez disso adiaram-no até o inverno. Em seu relato ao califa após o raide, Bixer alegou que tinha capturado não menos que 150 comandantes bizantinos e cerca de 2 000 cativos.
No outono de 917, supervisionou, ao lado do comandante-em-chefe abássida Munis Almuzafar, uma troca de prisioneiros com os bizantinos no rio Lamos. Em 918, lançou outro raide ao território bizantino, capturando alguns fortes e obtendo butim. Ele também pode ser identificado com o Bixer, o Eunuco (Alcadim) que foi nomeado governador de Damasco e Alepo em 933 e foi morto no mesmo ano por Maomé ibne Tugueje Iquíxida.